# Robert Béliard
Pour les articles homonymes, voir Béliard.
Robert Béliard (né le 19 février 1912 à Bordeaux et mort le 7 octobre 1993 à Pessac,) est un coureur cycliste français, actif dans les années 1930 et 1940.

## Biographie
Ancien figure du cyclisme girondin, Robert Béliard a notamment remporté la course Bordeaux-Saintes en 1935. Il a également participé au Tour de France en 1936 comme «  touriste-routier ». Victime d'une chute, il abandonne lors de la sixième étape.
Il termine sa carrière vers 1947 avec le club de la Pédale Barbezilienne.

## Palmarès

### Par année
- 1935
  - Bordeaux-Saintes
- 1936
  - 3e de Bordeaux-Saintes
- 1944
  - Grand Prix Barrioullet
- 1945
  - 2e du championnat du Poitou-Charentes
- 1946
  - 3e du championnat du Poitou-Charentes

### Résultats sur les grands tours

#### Tour de France
1 participation
- 1936 : abandon (6e étape)